# Hugo Boss
Hugo Boss AG (Гуго Босс) — німецький дім моди, виробник одягу і супутніх товарів.
Компанією володіє інвестиційний фонд Permira, який став основним акціонером Hugo Boss у 2007 р., забезпечивши собі контроль над більшістю акцій її компанії-засновника Valentino. Permira управляє більш ніж 80% акцій Hugo Boss.

## Історія
Гуго Босс заснував свою компанію в Метцингені в 1923 році, через кілька років після закінчення Першої світової війни, в той час, коли майже вся Німеччина була в стані економічного колапсу.
Перед і під час Другої світової війни, компанія Босса виготовляла уніформу і цивільний одяг для солдатів і офіцерів Вермахту, а також і для інших урядових органів нацистської Німеччини, включаючи і «СС».  Дизайн форми, однак, розробив Карл Дібіч. В 1934 р. Босс купив ткацьку фабрику і переніс на її територію швейні майстерні. В 1937 р. на Хуго Боса працювали майже сто осіб. З початком  Другої світової війни його фабрика була оголошена важливим військовим підприємством і отримала замовлення на виготовлення уніформи вермахту. У період з 1940 по 1945 рр. на фабриці були задіяні 150 підневільних робітників - в основному з Польщі та України, а також 30 французьких військовополонених.
Після війни Босс швидко переключився на шиття уніформи для залізничників і листонош.
Засновник компанії Босс помер в 1948. У 1948 році фірму очолив його зять Ойген Голі. В 1953 Hugo Boss випустила свій перший чоловічий костюм. В 1967 році компанія перейшла в руки дітей Ойгена Холі - Уве і Йонена.В 1975 р. фірма залучила австрійського модельєра Вернера Бальдессаріні. В 1985 році компанія вийшла на біржу. В 1991 р. її головним акціонером став Марцотто. У 1993 брати Холі покинули концерн.
У 1993, через 70 років після заснування, Hugo Boss випустила свою першу туалетну воду, і створює підрозділ парфумерії, який тепер займає найважливішу частину в компанії.
У 2000 році під тиском громадськості компанія вступила в фонд «Пам'ять, відповідальність, майбутнє», створений великими німецькими фірмами для виплати компенсацій колишнім підневільним робітникам.
Разом з Україною на російський ринок у 2021 році припадало близько 3% продажів Hugo Boss.

## Діяльність
Основні виробничі потужності компанії розміщуються в Туреччині, в Ізмірі. Парфумерія під маркою Hugo Boss випускається за ліцензією компанією Procter & Gamble.
Загальна чисельність персоналу — 7,6 тис. чоловік (2005).
Виручка компанії за дев'ять місяців 2006 року склала 1,2 млрд євро (за дев'ять місяців 2005 року — 1,1 млрд євро), чистий прибуток — 132,5 млн євро (113,5 млн євро).

## Діяльність в Росії
На початку березня 2022 року компанія стверджувала, що припинила ведення власного роздрібного та онлайн-бізнесу на території Росії. Утім, окрім того, що вартість поставлених товарів до РФ у 2022 році збільшилась на 7.5% порівняно із попереднім роком, Hugo Boss опинився в лідерах із заробітків преміальних брендів у Росії у 2022 році.
За 2022 рік на російській митниці було задекларовано понад 15 тис. поставок, усі вони йшли до російського дочірнього підприємства "Hugo Boss Rus LLC", де, за даними компанії, працює 157 осіб.
Згідно зі звітом першого півріччя 2023 року, Hugo Boss вирішив продати свій роздрібний бізнес у Росії та зосередитись на оптових постачаннях. Роздрібний сегмент тепер класифіковано як активи для продажу, згідно рішення, яке було прийняте керівництвом у кінці березня. Переговори про продаж ще тривають, але жодної інформації про покупців наразі немає.

## Виноски
1. ↑  https://www.boerse-frankfurt.de/aktie/hugo-boss-ag/unternehmensangaben
2. ↑   Lumsden, Robin.  A Collector's Guide To: The Allgemeine - SS , Ian Allan Publishing, Inc. 2001, p 53.
3. ↑  Joshua Kirby. Hugo Boss Closes Russia Stores. // The Wall street journal. Архів оригіналу за 10 березня 2022. Процитовано 10 березня 2022.
4. ↑  Інтерв'ю: Бруно Зельцер, генеральний директор Hugo Boss. Відомості, № 48 (1822), 20 березня 2007
5. ↑  Компанія Hugo Boss, яка заявляла про вихід з Росії, лідирує за доходами серед брендів в РФ. www.unian.ua (укр.). Процитовано 13 квітня 2024.
6. ↑  Hugo Boss продовжив працювати в Росії попри свої обіцянки — Zeit. biz.nv.ua (укр.). Процитовано 13 квітня 2024.
7. ↑  Hugo Boss made millions in Russia after the invasion of Ukraine. B4Ukraine (англ.). Процитовано 21 квітня 2024.
8. ↑  Hugo Boss не планує йти з Росії: бренд планує продаж магазинів та перехід на гуртове постачання. 24 Канал (укр.). 16 серпня 2023. Процитовано 13 квітня 2024.